# Diecezja Klerksdorp
Diecezja Klerksdorp – diecezja Kościoła rzymskokatolickiego w Republice Południowej Afryki, w metropolii Johannesburga. Została erygowana w 1965 roku jako prefektura apostolska. W 1978 stała się diecezją. 